# 小成たか紀
小成 たか紀（こなり たかき、1960年5月31日 - 1996年12月8日）は、日本の漫画家。北海道札幌市出身。長女は漫画家のコナリミサト

## 略歴
1984年、『月刊少年ジャンプ』（集英社）の『マンモス』（原作：武論尊）にてデビュー。以降は『月刊少年ジャンプ』を中心に活動した。
1996年12月8日、クモ膜下出血のため急逝。これにより、当時『週刊ヤングジャンプ』にて連載されていた作品「てっぺん」は未完のまま終了となった。

## 作品
- マンモス（原作：武論尊、月刊少年ジャンプ、1984年 - 1988年、全9巻、ジャンプコミックスセレクション全6巻） - 傭兵の力を身につけた男が、たった一人で巨大犯罪組織と戦う姿を描く。
- マッドコマンダー（原作：棟居仁、月刊少年ジャンプ 1988年7月号 - 1989年9月号、全4巻）
- すてきな愛の物語（原作：滝直毅、月刊スーパージャンプ 1988年11月号 - 1989年4月号、全1巻）
- 檄!翔輪高校応援団（月刊少年ジャンプ 1990年1月号 - 1991年3月号、全4巻）
- 花と疾風（原作：矢吹エイヂ、週刊少年チャンピオン 1991年36・37号 - 1992年19号、全4巻）
- 聖戦士KAZUMA（原作：木村登美雄、週刊少年チャンピオン 1992年40号 - 1993年8号、全2巻）
- てっぺん（週刊ヤングジャンプ 1993年30号 - 1996年43号、全14巻） - 執筆途中に小成が急逝したため、未完。この作品が小成の絶筆となり、最終巻の最後は過去の読み切りを掲載する事で埋め合わせが成された。